# STS-1
STS-1は、人類初のスペースシャトル計画のミッションである。1981年4月12日、コロンビアがアメリカのフロリダ州ケネディ宇宙センターから打ち上げられ、同年4月14日にカリフォルニア州エドワーズ空軍基地に帰還した。コロンビア号は高度307キロメートルの軌道上を36回にわたって周回した。

## 乗員
- 機長: ジョン・ヤング
- 操縦士: ロバート・クリッペン

### 予備乗員
- 予備機長: ジョー・エングル
- 予備操縦士: リチャード・トゥルーリー

## ミッション内容
- 質量:
  - 発射時: 9万9453キログラム
  - 着陸時: 8万8662キログラム
  - ペイロード: 4909キログラム
- 近地点: 240キロメートル
- 遠地点: 251キロメートル
- 軌道傾斜角: 40.3度
- 軌道周期: 89.4分

## 経過

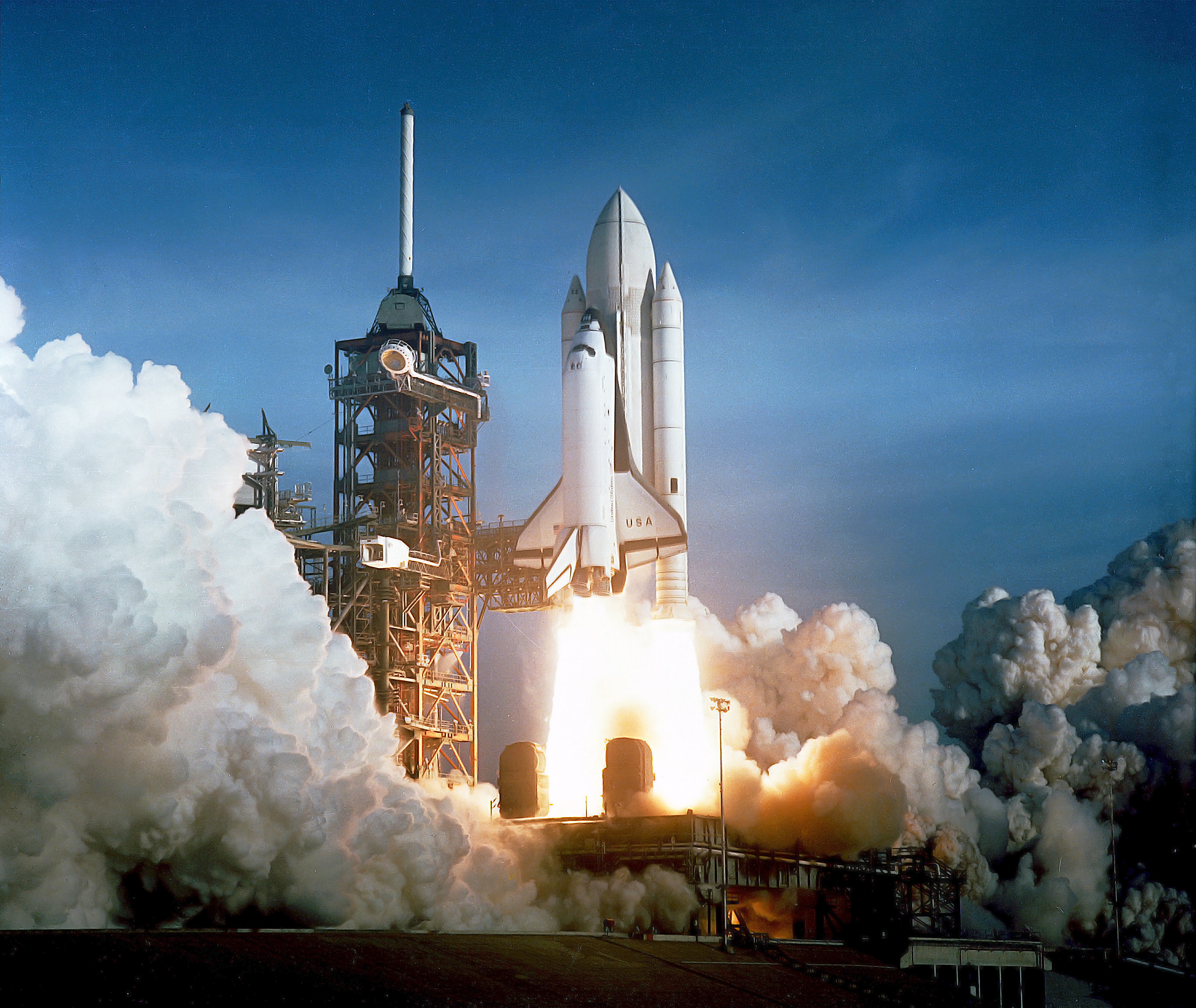
コロンビアの打上げ

1981年4月12日、人類初のスペースシャトルの打上げが行われた。ジョン・ヤング機長とロバート・クリッペン操縦士の2人の宇宙飛行士が乗船したコロンビアは、東部標準時7時00分（協定世界時12時00分）にアメリカのフロリダ州ケネディ宇宙センター39番A発射台から打ち上げられた。当初コロンビアは4月10日にケネディ宇宙センター24番A発射台から打ち上げられる予定であったが、コロンビアの汎用コンピュータの1つに不具合が発見されたため、2日後の4月12日に延期された。
主要任務は、スペースシャトルのシステム全体を点検すること、軌道上を安全に周回すること、そして地上へ無事に帰還すること、の3つであった。そしてこれらの任務はすべて達成され、宇宙船としてのスペースシャトルの能力が確認された。
コロンビアは軌道を36周し、1981年4月14日太平洋標準時10時21分（協定世界時18時21分）に、カリフォルニア州エドワーズ空軍基地23番滑走路に着陸した。
帰還後のコロンビア号のオービタからは16枚の耐熱タイルが剥がれ落ち、148枚の耐熱タイルが損傷していた。